# Ulvsjömyrarna
Ulvsjömyrarna är ett naturreservat i Årjängs kommun i Värmlands län.
Området är naturskyddat sedan 1976 och är 476 hektar stort. Reservatet omfattar Stora Ulvsjön, våtmarker omkring denna och branter. Reservatet består av barrblandskog och sumpskog med både löv- och barrträd. 